# آن یونگ جون
 آن یونگ جون (به کره‌ای:안용준 به انگلیسی: Ahn Yong-joon) (زاده ۲۲ نوامبر ۱۹۸۷ - سئول) بازیگر در کره جنوبی است.
او به دلیل بازی در نقش شاهزاده یوری در مجموعه تلویزیونی افسانه جومونگ شناخته شد.
او در ۱۹ سپتامبر ۲۰۱۵ با یکی از خوانندگان کره جنوبی بنام بنی ازدواج کرد. بنی از وی ۹ سال بزرگتر است.